# Time Is Money (album)
Pour les articles homonymes, voir Time Is Money.
Albums de Styles P.
A Gangster and a Gentleman
(2002) Super Gangster (Extraordinary Gentleman)
(2007)
Time Is Money est le deuxième album studio de Styles P., sorti le 19 décembre 2006, conjointement sur Ruff Ryders et Interscope.
Durant sa première semaine de commercialisation aux États-Unis, l'album s'est vendu à 69 000 unités, se classant ainsi 19e au Top R&B/Hip-Hop Albums et  79e au Billboard 200.
Selon Supa Mario, président de D-Block, label et collectif du rappeur, l'album aurait dû sortir le 14 novembre mais il y a eu quelques soucis avec Interscope.
Le titre Favorite Drug est renommé Favorite One dans la version clean de l'album, et contient le même sample que le single Why You Wanna de T.I.. La version de Styles a été enregistrée avant mais en raison des délais de sortie, c'est le titre de T.I. qui a été commercialisé en premier. Le morceau G-Joint est connu comme étant une diss song à l'encontre de 50 Cent et de son G-Unit.

## Liste des titres
| No  | Titre                                                                                                   | Contient un (des) sample(s) de                          | Durée |
| --- | --- | ------------------------------------------------------- | ----- |
| 1.  | G-Joint (featuring J-Hood – Produit par Huu Banga)                                                      | Only Time Will Tell d'Asia                              | 3:15  |
| 2.  | Testify (featuring Talib Kweli – Produit par Hi-Tek)                                                    | Forty Days de Billy Brooks                              | 3:26  |
| 3.  | How We Live (featuring Jadakiss – Produit par Havoc)                                                    |                                                         | 3:53  |
| 4.  | Real Shit (featuring Gerald Levert – Produit par Scott Storch)                                          |                                                         | 3:32  |
| 5.  | Who Want a Problem 5remix) (featuring Swizz Beatz, Sheek Louch et Jadakiss – Produit par Neo Da Matrix) |                                                         | 3:22  |
| 6.  | Favorite Drug (featuring Rashad – Produit par Rashad)                                                   | Gypsy Woman (She's Homeless) de Crystal Waters          | 3:33  |
| 7.  | Can You Believe It (featuring Akon – Produit par Lil Jon)                                               |                                                         | 4:09  |
| 8.  | Kick It Like That (featuring Jagged Edge – Produit par Neo Da Matrix)                                   |                                                         | 4:16  |
| 9.  | I'm Black (featuring Marsha Ambrosius – Produit par The Alchemist)                                      | You Don't Miss Your Water de The Fabulous Waller Family | 3:45  |
| 10. | Fire & Pain (featuring Sizzla – Produit par Vinny Idol et Supa Mario)                                   |                                                         | 4:19  |
| 11. | Burn One Down (featuring FlipSyde – Produit par Vinny Idol et Supa Mario)                               |                                                         | 3:25  |
| 12. | Leave a Message                                                                                         | Produit par Dame Grease                                 | 3:47  |